# H & J Smith
H & J Smith Holdings Ltd, handelend onder de naam H & J Smith en in de volksmond bekend als H&J's of Smith's is een bedrijf dat actief is op het Zuidereiland van Nieuw-Zeeland. Naast warenhuizen exploiteert het bedrijf enkele speciaalzaken en franchisevestigingen (sommige binnen de belangrijkste warenhuizen). Naast het vlaggenschipfiliaal in  Invercargill, met een oppervlakte van ruim 12.000m², heeft de keten filialen in Gore en Queenstown. 
Er waren ook warenhuizen in Dunedin, Te Anau, Mosgiel en Balclutha, die tussen augustus 2020 en januari 2021 zijn gesloten.
Oorspronkelijk exploiteerde H & J Smith winkels in de omgeving van Nelson en Blenheim, die rond 2006 werden gesloten. H & J Smith is actief sinds 1900.

## Geschiedenis

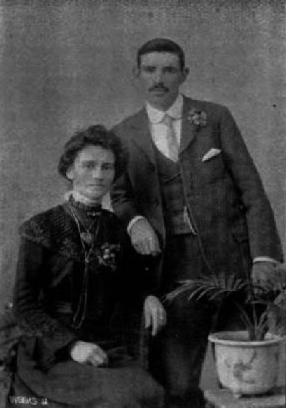
Helen en John Smith, oprichters van H & J Smith

H & J Smith werd in 1900 opgericht door broer en zus John Smith en Helen Hay Smith als een kledingwinkel in Invercargill en groeide uit tot een groot detailhandelsbedrijf in Nieuw-Zeeland. Het bedrijf had ook een vestiging in Dunedin, waar het bijna 120 jaar gevestigd was aan George Street.
Op 25 mei 2020 werd gemeld dat H & J Smith overwoog om de warenhuisfilialen in Dunedin, Mosgiel, Balclutha, Te Anau en Gore te sluiten als gevolg van de economische effecten van de wereldwijde Coronacrisis in Nieuw-Zeeland. De winkels van H & J Smith in Invercargill en Queenstown zouden open blijven. 
Begin juni 2020 bevestigde H & J Smith de sluiting van zijn winkels in Te Anau en Balclutha voor eind juli. Het filiaal in Gore zou eind augustus 2020 inkrimpen. Op 19 juni bevestigde H & J Smith dat het warenhuis in Dunedin in januari 2021 zou sluiten.